# Objects in the Rear View Mirror May Appear Closer than They Are
«Objects in the Rear View Mirror May Appear Closer than They Are» — песня американского исполнителя Мит Лоуфа; четвёртый сингл с альбома Bat Out of Hell II: Back Into Hell, выпущенный в апреле 1994 года.
Название композиции отсылает к надписям на боковых зеркалах некоторых моделей автомобилей, обозначающим «объекты в зеркале находятся ближе, чем кажется».

## О композиции
Согласно Allmusic, текст песни повествует о человеке, давно перенёсшем в своей жизни трагедии, но воспоминания всё ещё преследуют его. Герой песни — «меланхоличный мужчина средних лет, вспоминающий юность… имея дело с событиями, сверхъестественно похожими на эпизоды его собственной жизни». Куплеты перекликаются с тремя сезонами — лето, зима и весна — и повествуют о потери близкого друга, жестокости отца и о бурном романе соответственно.
Музыка поднимает формат рок-баллады до эпических высот: куплеты восходят от мрачной мягкости до пронзительной драмы, прежде чем уступить место припеву, который снимает напряжение с помощью медитативной мелодии, которая подчёркивает успокаивающее и гипнотически повторяющееся название.
Автору и композитору Джиму Стайнману работа над «Objects…» далась труднее всего: «Это очень страстная песня; быть может, самая страстная на альбоме. Я очень горжусь ей, потому что она выходит за рамки…».
На момент 2007 года это песня с наиболее длинным названием, когда-либо попадавшим а чарты. В 2013 году песня получила 7-ю позицию в списке лучших песен Мит Лоуфа по версии сайта ultimateclassicrock.com.

## Видеоклип
Режиссёр видеоклипа — Майкл Бэй, продолживший работу с Лоуфом после видеоклипов на «I'd Do Anything for Love (But I Won't Do That)» и «Rock and Roll Dreams Come Through». Постановщиком выступил Аллен Давио. В клипе снялся Роберт Патрик в роли отца героя.
Съёмки проходили в Дентоне и в Слайделле, Техас, США.

## В записи участвовали
- Мит Лоуф — вокал
- Билл Пэйн — пианино
- Эдди Мартинез — гитары
- Рик Маротта — ударные
- Стив Буслов — бас
- Джефф Боуа — синтезатор, программирование
- Тодд Рандгрен, Касим Султан, Макс Хаскетт, Лоррэйн Кросби, Стюарт Эмерсон — бэк-вокал
- Эллен Фоли, Рори Додд — доп. вокал

## Чарты
| Чарт (1994)                         | Наивысшая позиция |
| ----------------------------------- | ----------------- |
| Австралия (ARIA)                    | 52                |
| Великобритания (UK Singles Chart)   | 26                |
| Германия (GfK)                      | 90                |
| Европа (Eurochart Hot 100)          | 50                |
| Исландия (Íslenski Listinn Topp 40) | 20                |
| Канада (RPM Top Singles)            | 26                |
| Новая Зеландия (Recorded Music NZ)  | 32                |
| США (Billboard Hot 100)             | 38                |
| США (Billboard Mainstream Top 40)   | 29                |
| Шотландия (Scottish Singles Chart)  | 69                |